# Lucas Liu Hsien-tang
Lucas Liu Hsien-tang (chinês: 劉獻堂 Liú Xiàntáng; nascido em 21 de dezembro de 1928 em Tung Shung Tan) é o ex-bispo de Hsinchu.
Lucas Liu Hsien-tang foi ordenado sacerdote em 30 de novembro de 1956 e incardinado no clero da Arquidiocese de Taipei. 
João Paulo II nomeou-o bispo coadjutor de Hsinchu em 24 de outubro de 1980. O bispo de Hsinchu, Petrus Pao-Zin Tou, ordenou-o bispo em 1º de janeiro do ano seguinte; Os co-consagradores foram Paul Ch’eng Shih-kuang, bispo de Tainan, e Joseph Wang Yu-jung, bispo auxiliar em Taipei.
Após a renúncia de Peter Pao-Zin Tou, ele o sucedeu como bispo de Hsinchu em 29 de junho de 1983. Em 4 de dezembro de 2004, o Papa João Paulo II aceitou sua renúncia por motivo de idade.